# 周同谷
周同谷（?—?），名翰西，号鹤臞，明末清初江南常熟人。
早年為諸生，补博士弟子员。後來進入史可法幕府，清兵入關後，為了避免被清朝徵召，剃髮出家，流寓崑山。有《同谷集》、《霜猿集》等。
曾作詩諷刺洪承疇，稱「松山戰骨未全枯，再建功名佩虎符。終是風沙容易老，白頭南渡又南都。」